# Iouri Blinov
Pour les articles homonymes, voir Blinov.
Temple de la renommée russe : 2014
Iouri Ivanovitch Blinov  - en russe : Юрий Иванович Блинов - (né le 13 janvier 1949 à Moscou, URSS) est un joueur professionnel russe de hockey sur glace.

## Carrière

### Carrière de joueur
Il commence sa carrière professionnelle en championnat d'URSS avec le CSKA Moscou en 1969. Il remporte huit titres de champion avec le club de l'armée. En 1976, il met un terme à sa carrière. Il termine avec un bilan de 236 matchs et 119 buts en élite russe.

### Carrière internationale
Il a représenté l'URSS à 37 reprises (23 buts) sur une période de 2 saisons de 1971 à 1972. Il a participé aux jeux olympiques de 1972 couronnés d'or et au championnat du monde 1972 conclus par une médaille d'argent.

## Statistiques
Pour les significations des abréviations, voir Statistiques du hockey sur glace.

### En équipe nationale
| Année | Équipe | Compétition |    | PJ | B | A  | Pts | Pun               |  | Résultats |
| 1972  | URSS   | JO          |    |    |   |    |     | Médaille d'or     |  |           |
| 1972  | URSS   | CM          | 10 | 4  | 6 | 10 | 4   | Médaille d'argent |  |           |